# Nußbaumpark

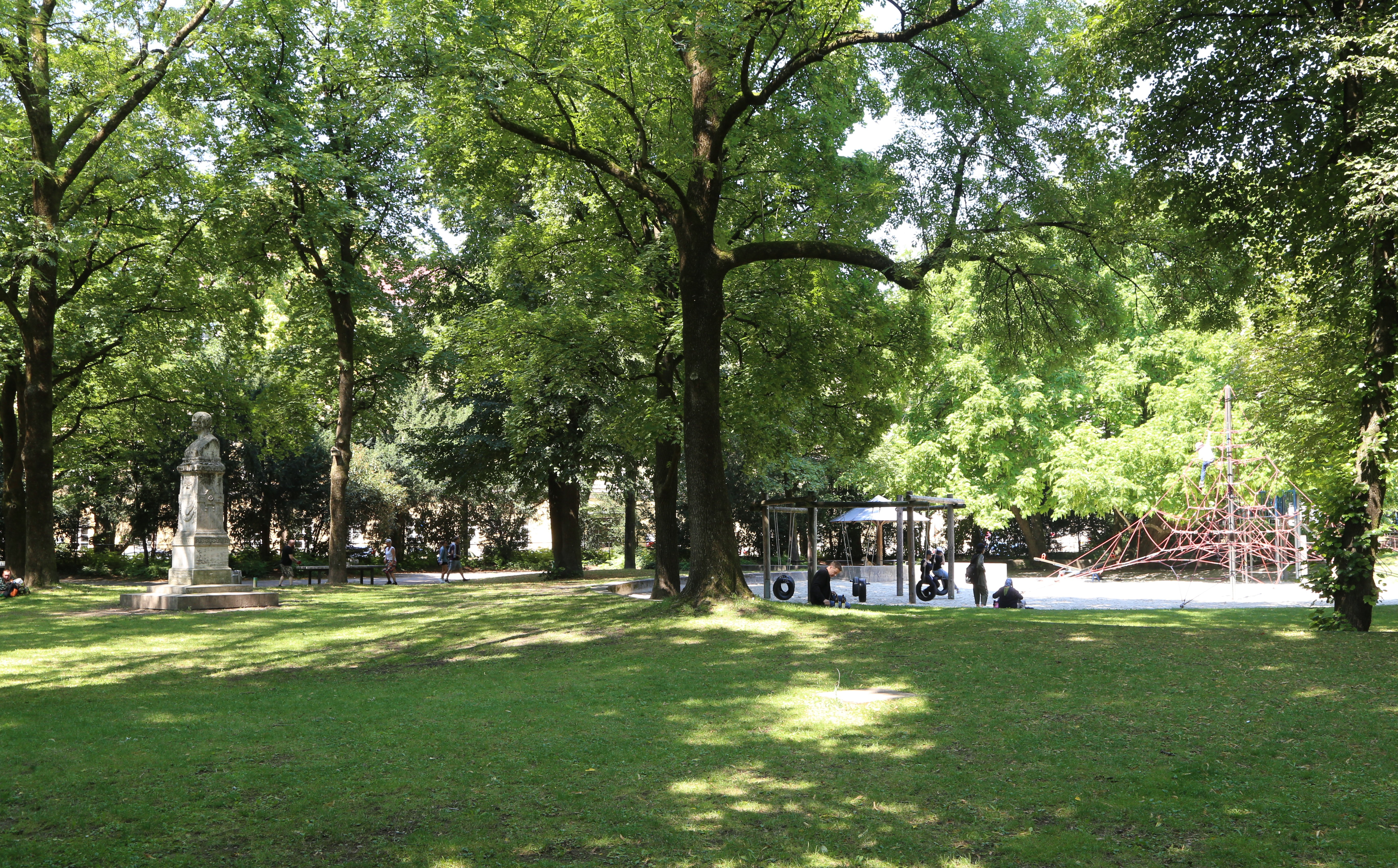
Zentrale Wiese mit Grossi-Denkmal und Spielplatz

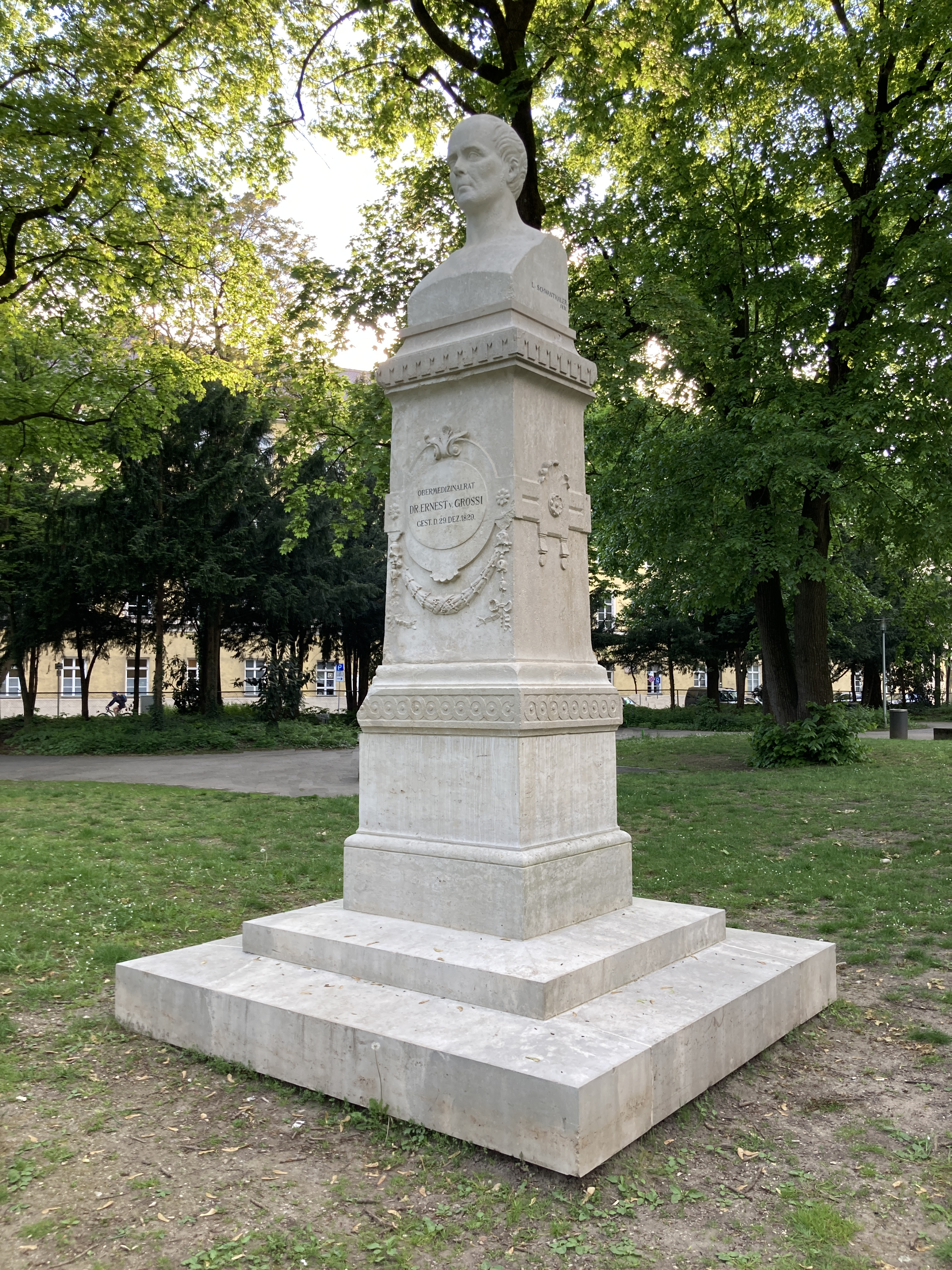
Denkmal für Ernest von Grossi; Büste von Ludwig Schwanthaler (1831)

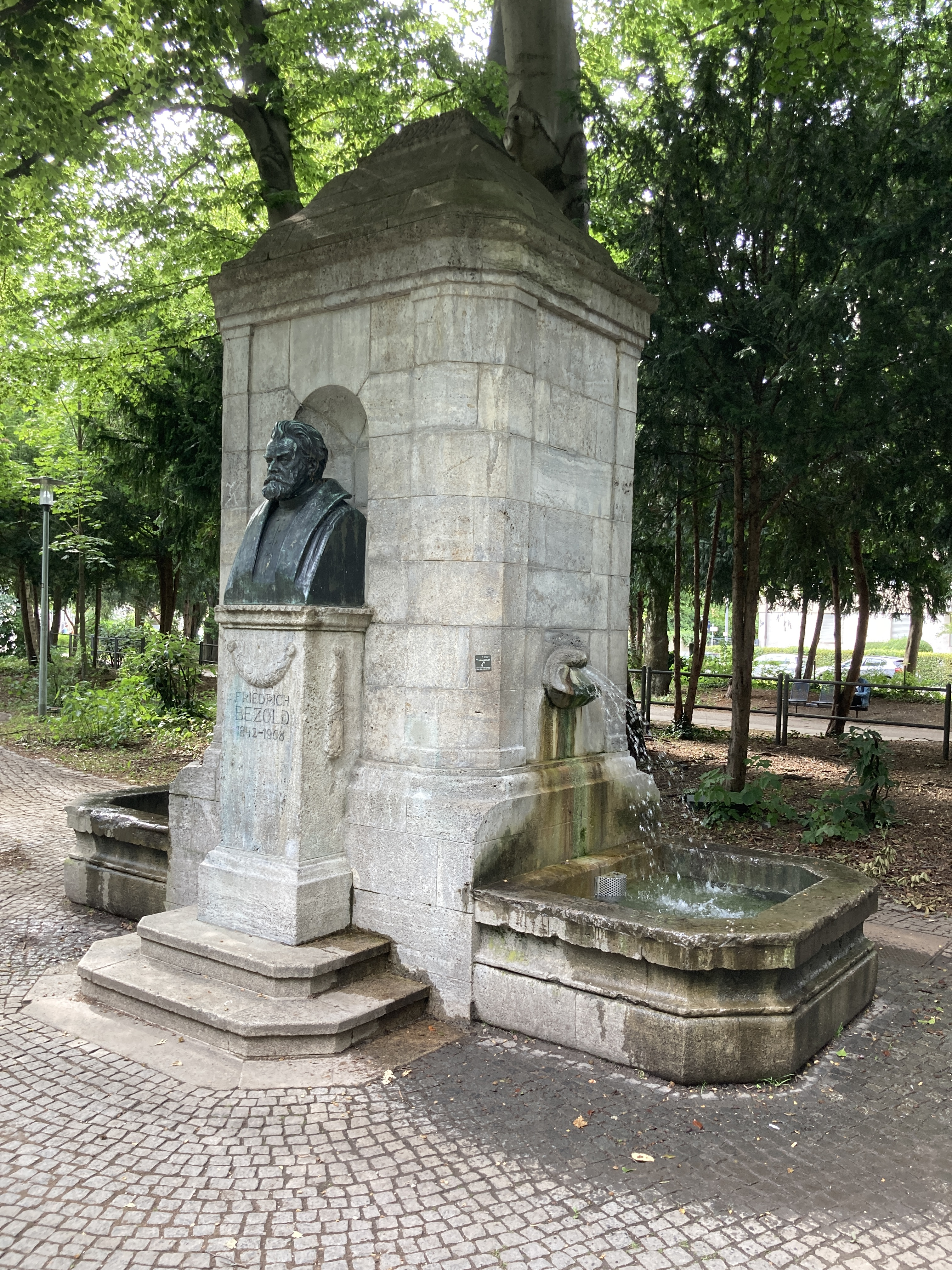
Denkmalbrunnen mit der Büste von Friedrich Bezold in den Nußbaumanlagen in München

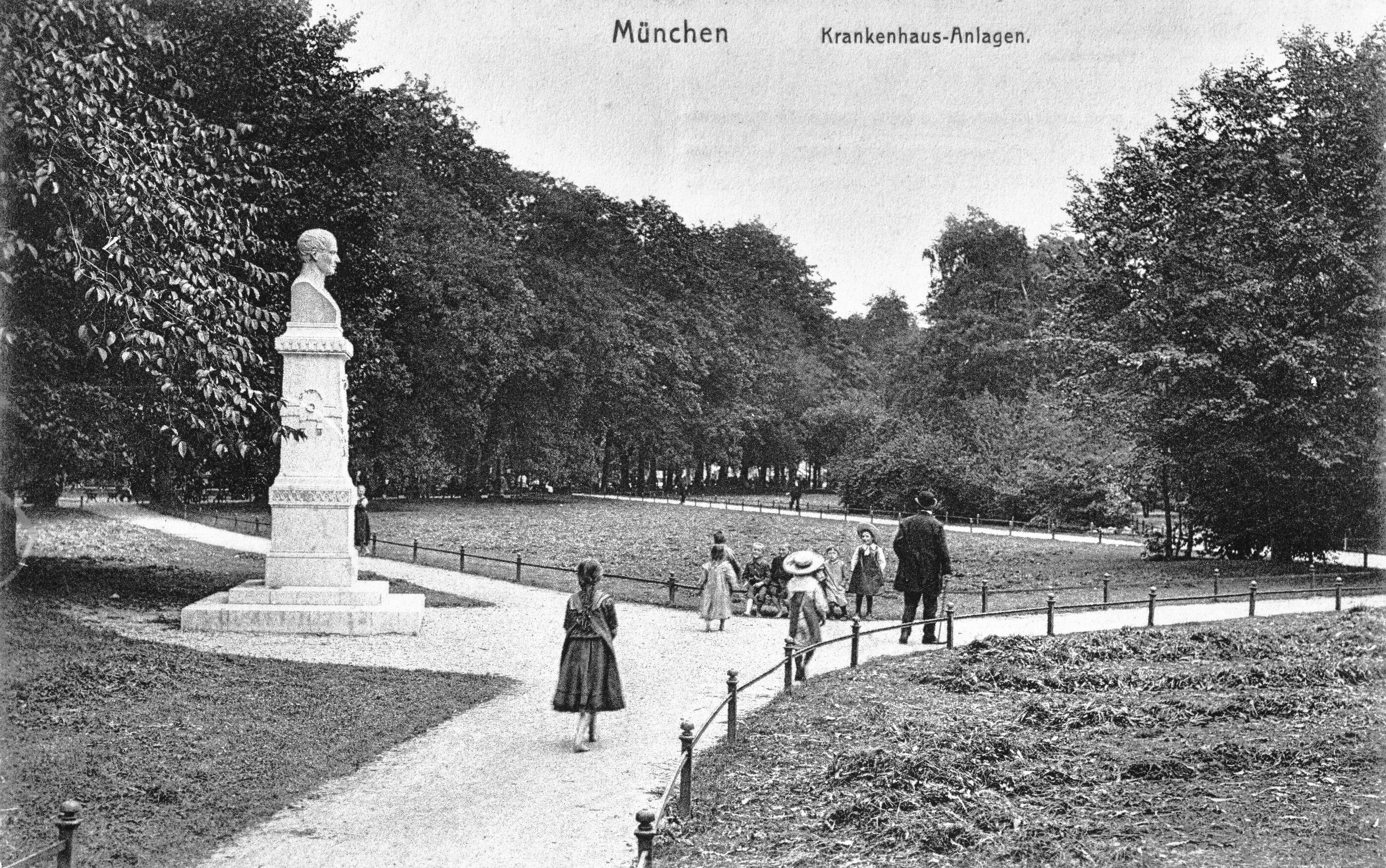
Alte Aufnahme der Nußbaumanlagen, vormals Anlagen am Krankenhaus. Situation rund um das Grossi Denkmal

Der Nußbaumpark (auch Nußbaumanlagen) ist ein zwei Hektar großer Park im Zentrum Münchens südwestlich des Sendlinger Tors. Auf dem Park hat sich eine gewisse Drogen-Subkultur etabliert.

## Lage
Der Park liegt südwestlich des Sendlinger Tors. Er wird von der Nußbaum-, der Ziemssen-, der Lindwurmstraße und dem Sendlinger-Tor-Platz abgegrenzt. Am östlichen Ende des Parks steht die St.-Matthäus-Kirche, am westlichen Ende eine Klinik des Klinikums der Universität München. (⊙)

## Denkmalschutz
Die Nußbaumanlagen im Nußbaumpark stehen unter Denkmalschutz und sind unter dem Aktenzeichen D-1-62-000-4809 in der Denkmalliste des Bayerischen Landesamtes für Denkmalpflege erfasst. Unter der Denkmalnummer sind auch der Brunnen für Friedrich Bezold und das Denkmal für Ernest von Grossi erfasst.

## Beschreibung
Die Anlagen wurden Ende des 19. Jahrhunderts nach Plänen von Friedrich Ludwig Sckell errichtet. Sie sind nach dem Chirurgen Johann Nepomuk von Nußbaum benannt.
Im Park gibt es einen Spielplatz, ein Denkmal für den Obermedizinalrat Ernst von Grossi und einen Denkmalbrunnen für Friedrich Bezold. Die Büste Grossis schuf Ludwig Schwanthaler 1831, sie steht auf einem Sockel aus dem Jahr 1900. Der Friedrich-Bezold-Brunnen wurde 1914 von Karl Hoepf errichtet, die Büste schuf Georg Mattes. Der Brunnen stand einst in Nachbarschaft zu weiteren Denkmälern, die allesamt in der kleinen Parkanlage verteilt waren. Zu sehen waren dort bis 1945 Büsten der Mediziner Johann Nepomuk von Nussbaum und Hugo von Ziemssen.